# Elisa Casanova
Elisa Casanova (26 de novembro de 1973) é uma jogadora de polo aquático italiana.

## Carreira
Elisa Casanova integrou o elenco da Seleção Italiana de Polo Aquático Feminino em Londres 2012, que foi sétima colocada.